# Слобода-Банилів
Слобода-Банилів — село в Вашківецькій громаді, Вижницького району, Чернівецької області України.

## Географія
Село розташоване в західній частині Вижницького району Чернівецької області та межує з Івано-Франківською областю. Через село проходить автошляхом територіального значення Т 2601.

## Історія
З 24 серпня 1991 року село входить до складу незалежної України.

## Населення
Згідно з переписом УРСР 1989 року чисельність наявного населення села становила 919 осіб, з яких 409 чоловіків та 510 жінок.
За переписом населення України 2001 року в селі мешкало 937 осіб.

### Мова
Розподіл населення за рідною мовою за даними перепису 2001 року:
| Мова       | Відсоток |
| ---------- | -------- |
| українська | 99,58 %  |
| російська  | 0,32 %   |
| молдовська | 0,11 %   |

## Визначні особи
- Козак Євген Оксентійович — (1857 - 1933) — український церковний та громадський діяч, ректор Чернівецького університету.

## Світлини

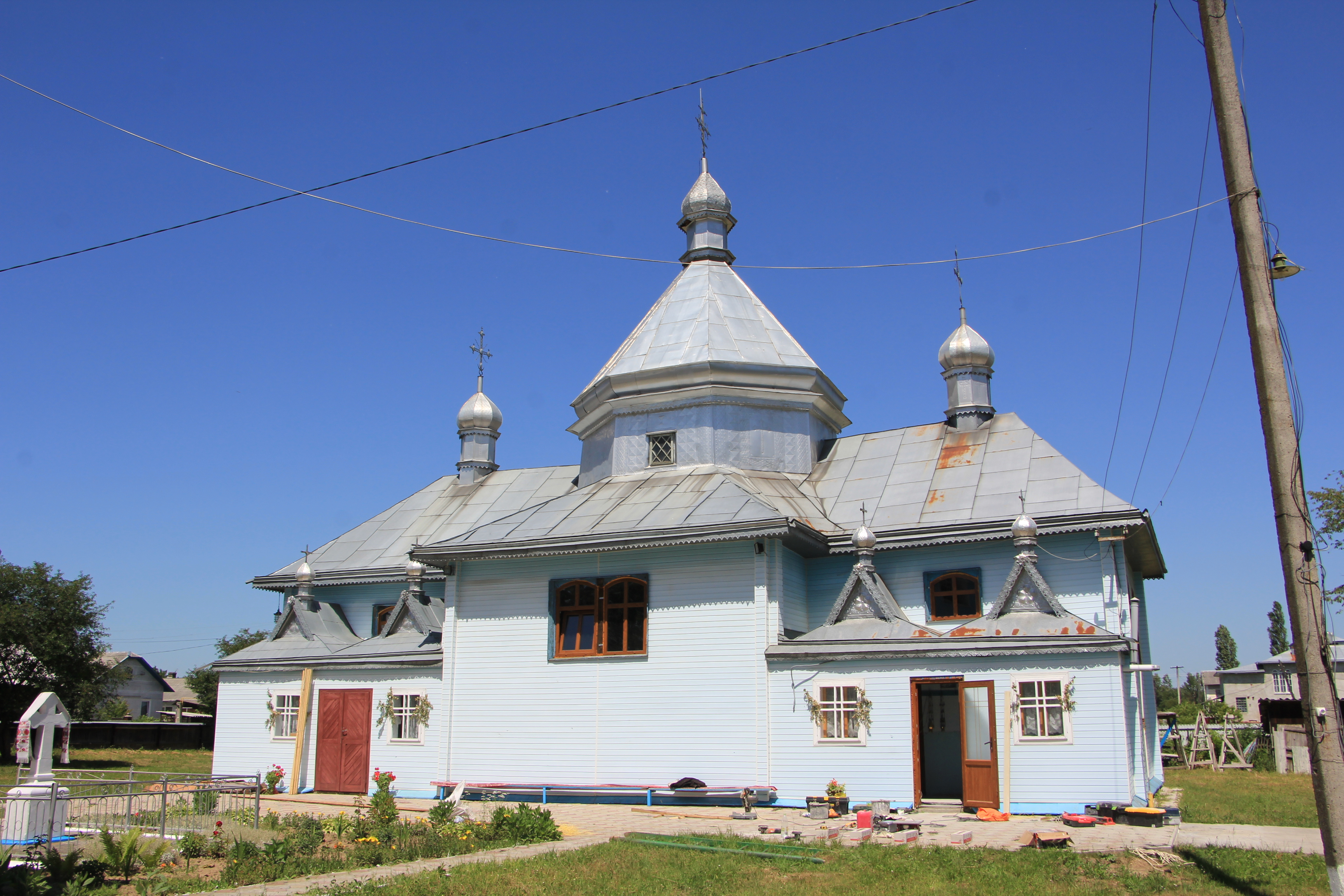
Дерев'яна церква Св. Дмитра 1893 с. Слобода Банилів
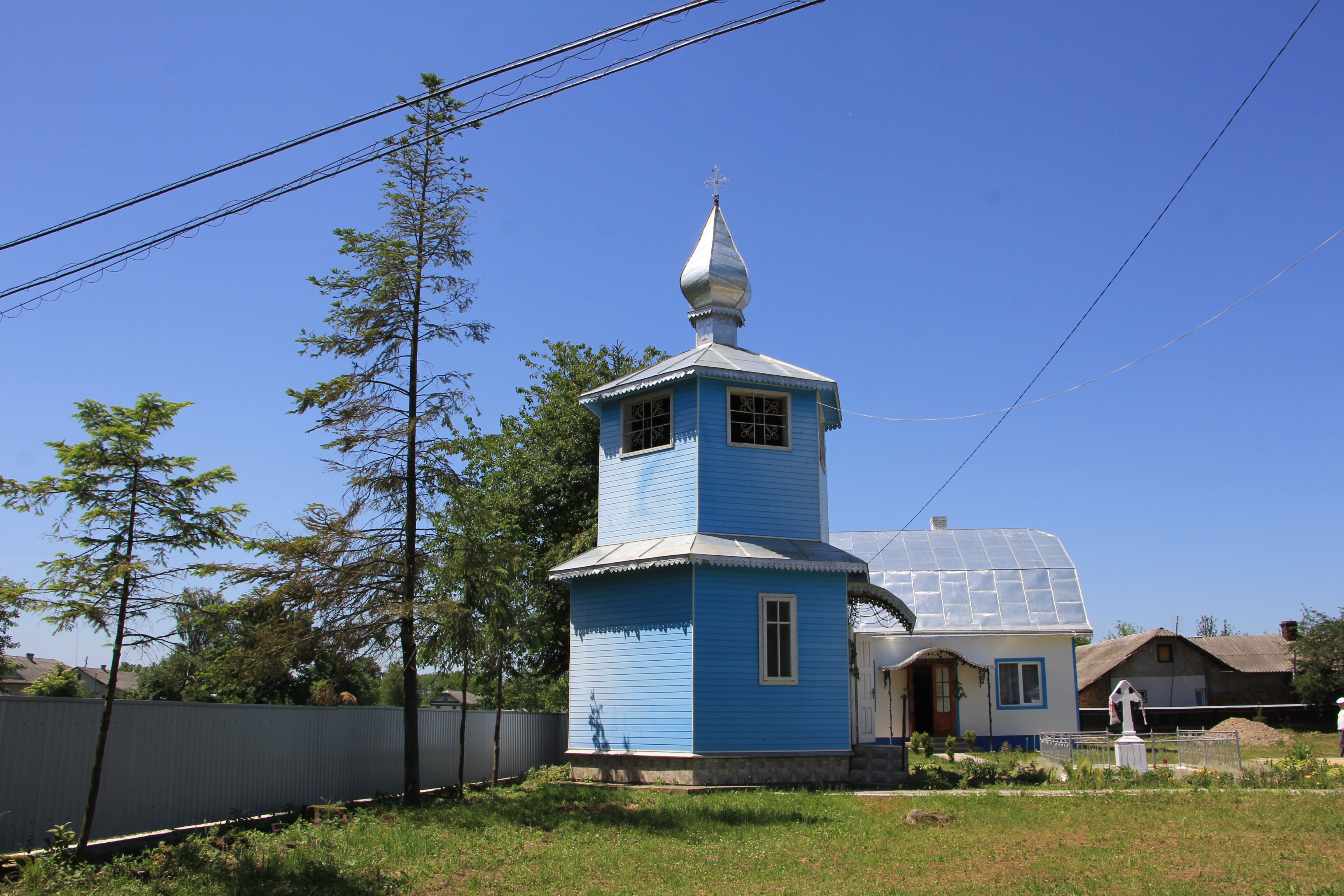
Дерев'яна церква Св. Дмитра 1893. Дзвіниця с. Слобода Банилів
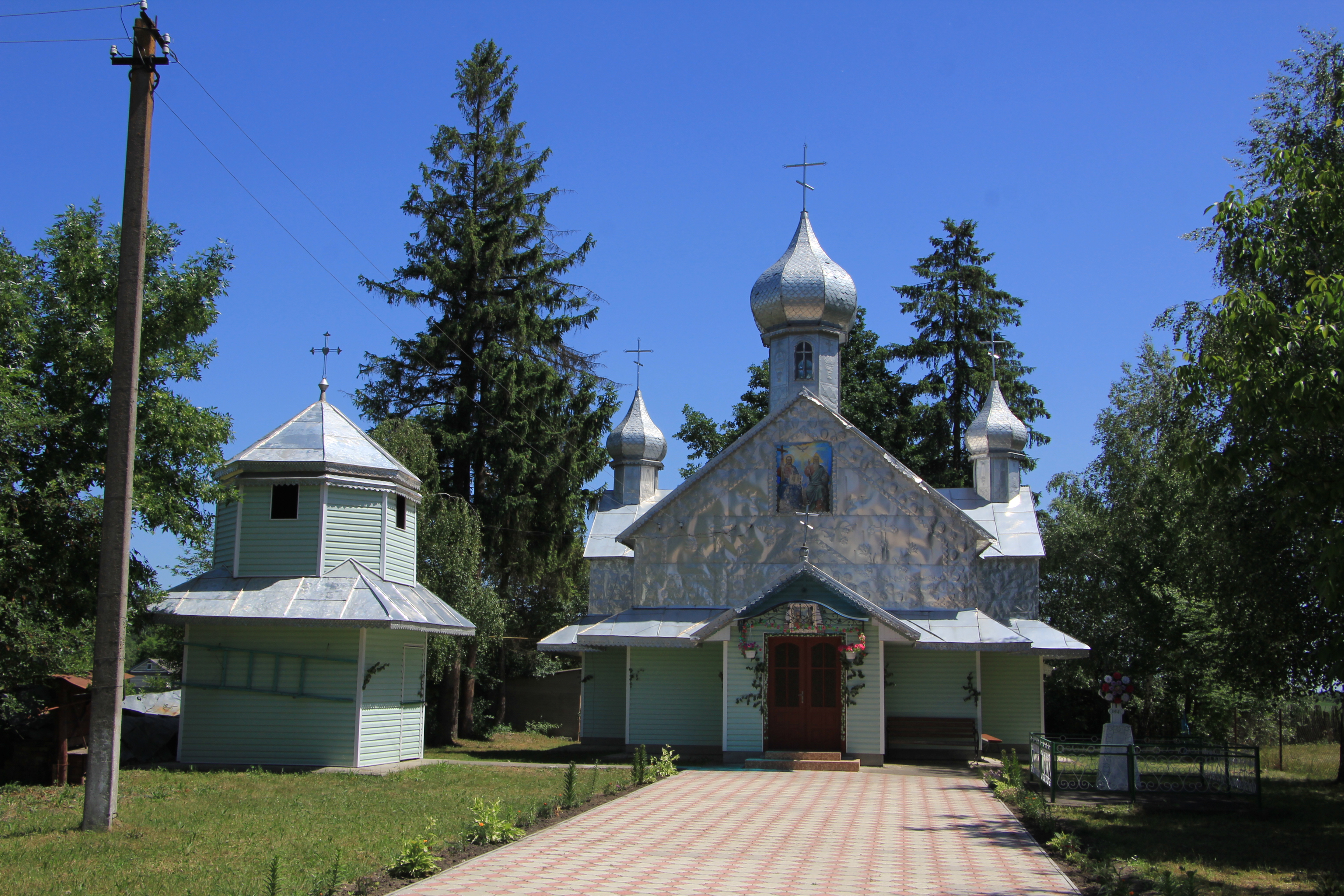
Дерев'яна церква Прсв. Трійці с. Слобода-Банилів
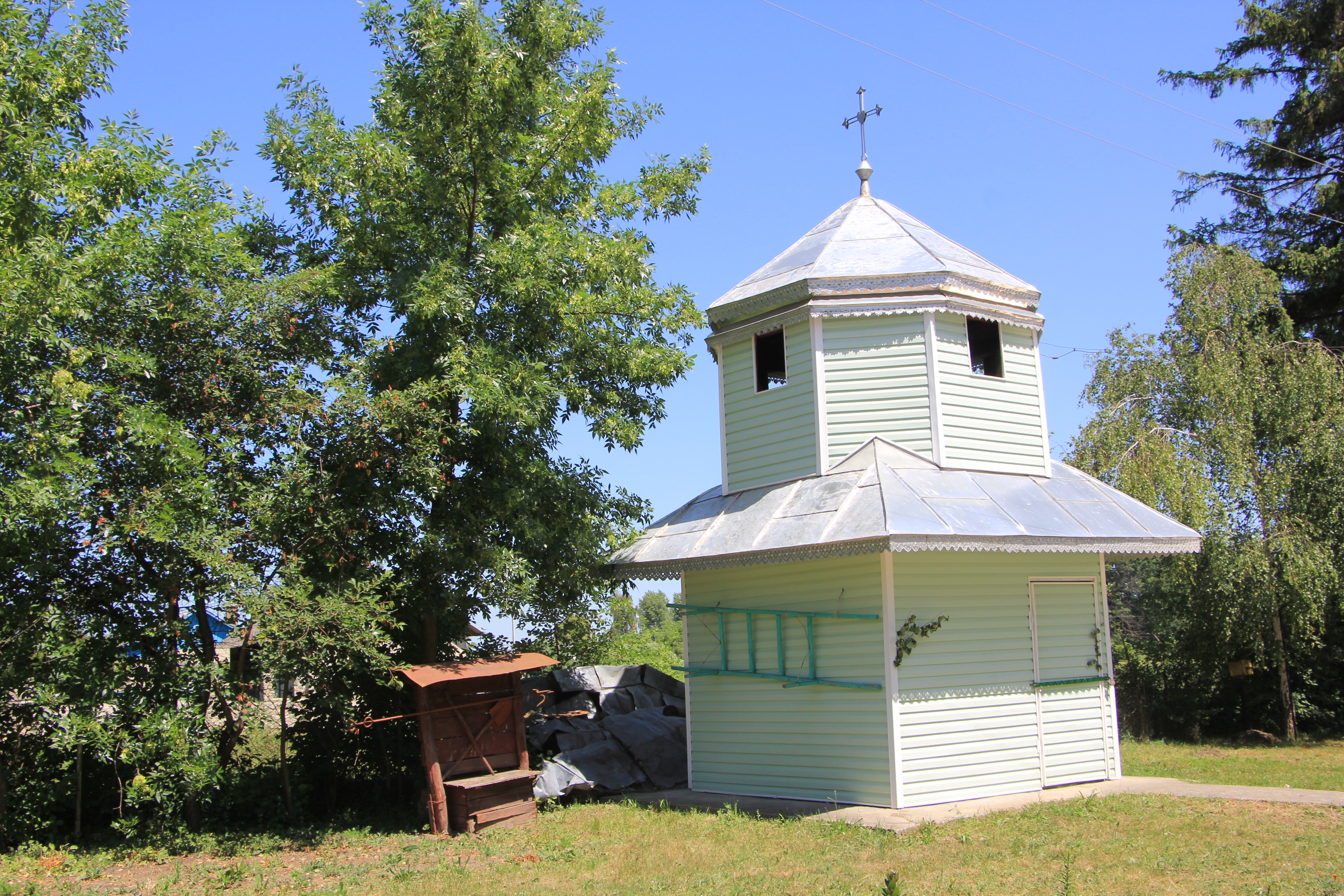
Дерев'яна церква Прсв. Трійці. Дзвіниця с. Слобода-Банилів